# Olivier Piou
 (décembre 2023).
Pour les articles homonymes, voir Piou.
Olivier Piou, né le 23 juillet 1958 à Dakar (Sénégal), est un homme d’affaires français, principalement connu pour avoir dirigé pendant 10 ans l’entreprise Gemalto,. En décembre 2008, il devient membre du conseil d'administration d'Alcatel-Lucent. 

## Formation
Il est ingénieur de l’École centrale de Lyon d'où il est sorti en 1980.

## Carrière
Il a ensuite travaillé chez Schlumberger, où il a débuté en 1981, puis occupé différents postes de direction. Il a été nommé en 2004 à la tête de la filiale Axalto, fusionnée en 2006 avec Gemplus sous le nom de Gemalto.
Il a été précédemment directeur général d'Axalto (2004) et président d'Eurosmart (2003-2006).
En 2006, il devient administrateur et directeur général de Gemalto. En 2013, Olivier Piou a été classé quatrième "meilleur patron" du CAC 40 par le magazine Challenges  et il fait partie du conseil d'administration de Alcatel-Lucent depuis décembre 2008.
En avril 2016, Gemalto annonce le départ d'Olivier Piou, remplacé par Philippe Vallée.
En mai 2019, Olivier Piou est nommé au Conseil d'Administration de TechnipFMC.

## Autres mandats
De 2003 à 2010 il est membre du conseil d'administration de l'INRIA.
Depuis Janvier 2016, il est "Vice Chair" du conseil d'administration de Nokia. Il était auparavant au conseil d'administration de Alcatel-Lucent

## Rémunération
En 2012 Olivier Piou a gagné 2,2 millions d'euros de rémunération, ce qui le positionne à la 28e des patrons du SBF 120 

## Prix et récompenses
- Chevalier de la Légion d'honneur